# Germano de Auxerre
Germano de Auxerre (c. 378 – c. 448) foi bispo de Auxerre na Gália. É um santo para a igrejas Católica e Ortodoxa, e seu dia é celebrado em 31 de julho.
Germano nasceu numa família gaulesa eminente, recebeu uma boa educação na Gália e estudou direito em Roma, onde se casou com Eustáquia. O Imperador Flávio Honório enviou-o de volta a sua terra como prefeito (praefectus, com funções administrativas e/ou militares). Na Gália tornou-se clérigo e foi professor de Patrício, futuro apóstolo da Irlanda. Em 418, foi nomeado bispo de Auxerre.
Num sínodo celebrado na Gália em 429, Germano foi encarregado de viajar à Britânia junto com Lupo, bispo de Troyes, para combater a heresia do pelagianismo. Voltou à Britânia em 444, com o mesmo objetivo. Conta-se que, na segunda expedição, Germano ajudou os britânicos a vencer ataques de pictos e saxões com o grito de guerra "Aleluia". Os relatos sobre esta visita são fontes importantes de informação sobre a Britânia pós-romana.
Para evitar uma incursão punitiva de Flávio Aécio na Armórica (Bretanha), cujos habitantes haviam se rebelado, Germano viajou em 447 a Ravena, então sede imperial, para entrevistar-se com Gala Placídia e seu filho Valentiniano. Germano conseguiu assim obter o perdão aos habitantes da Armórica. Morreu em Ravena em 448.
A principal fonte sobre sua vida é a hagiografia escrita por um aluno seu, Constâncio de Lyon, em 480: " De Vita sancti Germani".
É o santo padroeiro de Auxerre e é venerado em várias localidades na França e Grã-Bretanha. Em sua terra natal, a Abadia de São Germano de Auxerre guarda sua tumba. Em Paris, a Igreja de São Germano de Auxerre, localizada em frente ao Louvre, também é dedicada a ele.